# Roxane Gay
Roxane Gay (Omaha, 15 de outubro de 1974) é uma escritora, professora catedrática, revisora e comentarista social americana. Gay é autora da coleção de ensaios best-seller Bad Feminist (2014), bem como da coleção de contos Ayiti (2011), do romance An Untamed State (2014), da coleção de contos Difficult Women (2017), e do livro de memórias Fome (2017).
Gay foi professora catedrática na Eastern Illinois University por quatro anos antes de ingressar na Universidade Purdue como professora associada de inglês. Em 2018, deixou Purdue para se tornar professora visitante na Universidade Yale.
Gay é uma colunista de opinião do jornal The New York Times, fundadora da Tiny Hardcore Press, revisora de ensaios do The Rumpus, coeditora do PANK, um coletivo de artes literárias sem fins lucrativos, e revisora da Gay Mag, que foi fundada em parceria com o site Medium.

## Primeiros anos
Filha de Michael e Nicole Gay, ambos descendentes de haitianos, Gay nasceu em Omaha, cidade que pertence ao estado de Nebraska. Sua mãe era dona de casa e seu pai é proprietário da GDG Béton et Construction, uma empresa haitiana de concreto. Gay é prima de Claudine. Gay foi criada na Igreja Católica e passava os verões visitando a família no Haiti. Ela cursou o ensino secundário na Phillips Exeter Academy em Nova Hampshire. Gay começou a escrever ensaios quando adolescente, com muitos de seus primeiros trabalhos sendo influenciados por sua experiência com violência sexual na infância. Seus pais eram relativamente ricos, sustentando-a durante a faculdade e pagando o aluguel até que ela completasse trinta anos de idade.
Depois de se matricular na Phillips Exeter Academy em Exeter, Nova Hampshire, Gay começou seus estudos de graduação na Universidade Yale, mas desistiu no primeiro ano para buscar um relacionamento no Arizona. Ela concluiu sua graduação na Universidade Vermont College de Norwich, e também obteve um mestrado com ênfase em escrita criativa pela Universidade de Nebraska–Lincoln.
Gay recebeu um Ph.D. em Retórica e Comunicação Técnica pela Michigan Technological University em 2010. Ela foi introduzida no Omicron Delta Kappa Circle. Sua dissertação é intitulada Subverting the Subject Position: Toward a New Discourse About Students as Writers and Engineering Students as Technical Communicators. A Dra. Ann Brady atuou como orientadora de sua dissertação.

## Carreira
Depois de concluir seu Doutorado, Gay iniciou sua carreira de professora acadêmica em 2010 na Universidade Eastern Illinois University, onde foi professora assistente de inglês. Enquanto estava na EIU, ela foi revisora no gerenciamento da revista Bluestem, e também fundou a Tiny Hardcore Press. Gay trabalhou na Universidade Eastern Illinois até o final do ano acadêmico de 2013–14. Ela foi professora associada de redação criativa no programa de Mestrado em Belas Artes da Universidade Purdue de agosto de 2014 a 2018. Gay anunciou sua saída de Purdue em outubro de 2018, expressando preocupação sobre a justiça de sua compensação e observando que Purdue não tratou do assunto. Na primavera de 2019, Gay estava atuando como professora visitante na Universidade Yale.
Gay publicou uma coletânea de contos, Ayiti (2011), depois dois livros em 2014: o romance An Untamed State e a coletânea de ensaios Bad Feminist (2014). Uma crítica da Time observou: "A escrita de Gay é simples e direta, mas nunca fria ou estéril. Ela confronta diretamente questões complexas de identidade e privilégio, mas é sempre acessível e perspicaz."
Em 2023, Gay foi um dos mais de 370 colaboradores do The New York Times a assinar uma carta aberta expressando "sérias preocupações sobre o viés editorial" nas reportagens do jornal sobre pessoas transgênero. A carta caracterizou a reportagem como usando "uma mistura estranhamente familiar de pseudociência e linguagem eufemística e carregada" e levantou preocupações sobre as práticas de emprego do jornal em relação aos colaboradores trans.

## Projetos literários

### An Untamed State
Em 2014, Gay publicou seu romance de estreia, An Untamed State, que gira em torno de Mireille Duval Jameson, uma mulher haitiano-americana que é sequestrada para resgate. O romance explora os temas interconectados de raça, privilégio, violência sexual, família e a experiência do imigrante. An Untamed State é frequentemente referido como um conto de fadas por causa de sua estrutura e estilo, especialmente em referência à frase de abertura: "Era uma vez, em uma terra distante, fui sequestrado por uma gangue de jovens destemidos, mas aterrorizados. homens com tanta esperança impossível batendo dentro de seus corpos que queimou sua própria pele e fortaleceu sua vontade até seus ossos", e a exploração do sonho americano e o namoro dos pais de Mireille pela autora.
O representante especializado do jornal The Guardian, Attica Locke, acabou chamando-o de "um romance de estreia de tirar o fôlego", e oThe Washington Post definiu como "um romance inteligente e marcante".

### Bad Feminist

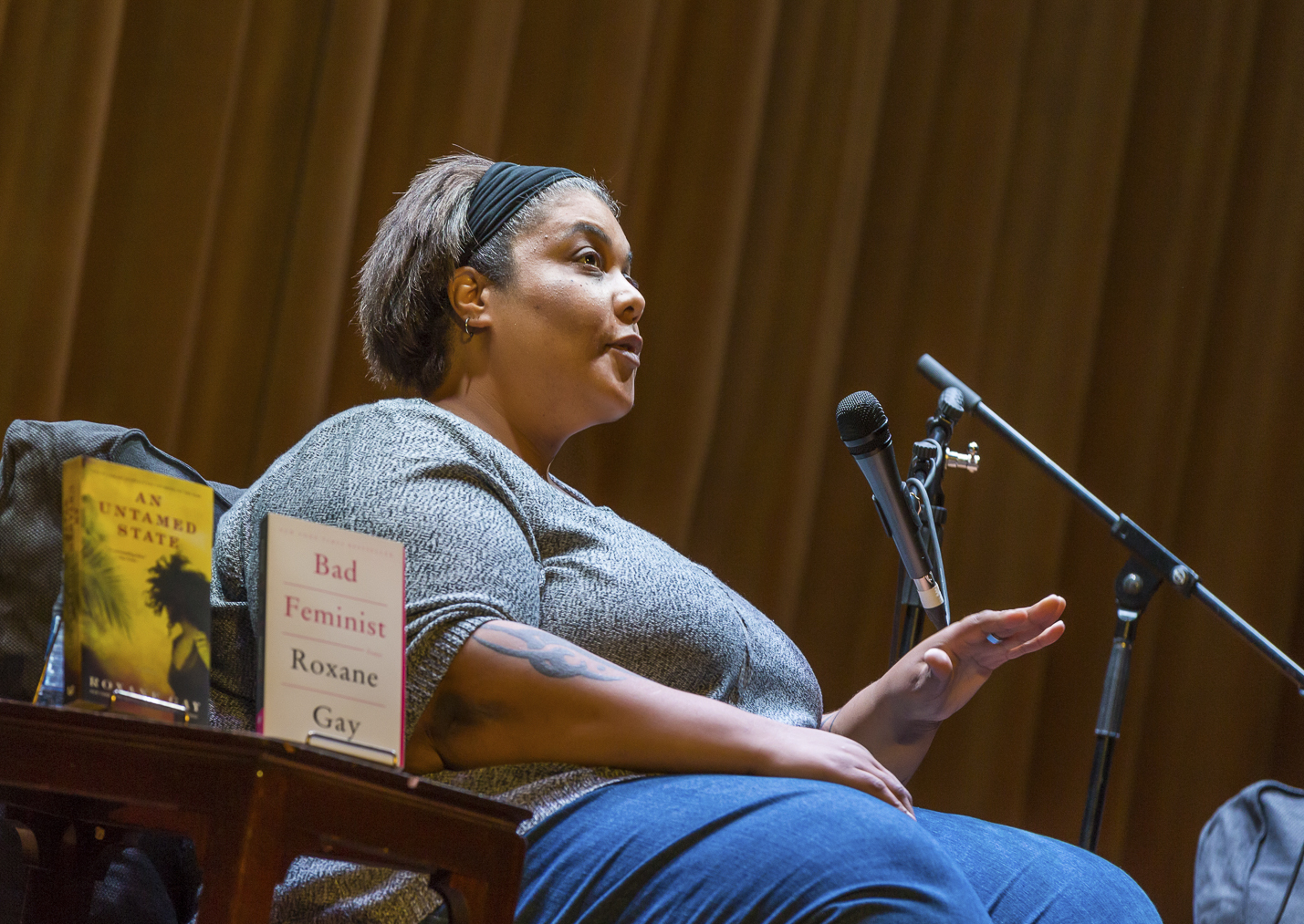
Gay sendo entrevistada em 2015

A coleção de ensaios de Gay, Bad Feminist, foi lançada em 2014 com grande aclamação; aborda questões culturais e políticas e se tornou um best-seller do The New York Times. Um crítico da revista Time apelidou Bad Feminist de "um manual sobre como ser humano" e chamou Gay de "presente que continua dando". Em uma entrevista de 2014 para a revista, Gay explicou seu papel como feminista e como isso influenciou sua escrita: "Em cada um desses ensaios, estou tentando mostrar como o feminismo influencia minha vida para melhor ou para pior. Isso apenas mostra como é se mover pelo mundo como uma mulher. Não é nem sobre o feminismo per se, é sobre humanidade e empatia."
No The Guardian, a crítica Kira Cochrane ofereceu uma avaliação semelhante: "Embora o discurso online seja frequentemente caracterizado por opiniões extremas e polarizadas, sua escrita é distinta por ser sutil e discursiva, com uma capacidade de ver além dos cantos, de reconhecer outros pontos de vista enquanto avançando cuidadosamente a dela. Impresso, no Twitter e pessoalmente, Gay tem a voz do amigo para quem você liga primeiro para pedir conselhos, calmo e são, além de engraçado, alguém que já viu muito e não faz prisioneiros."
Um grupo de ativistas acadêmicas feministas analisou Gay's Bad Feminist para "Short Takes: Provocations on Public Feminism", uma iniciativa da revista feminista Signs: Journal of Women in Culture and Society.

### World of Wakanda

Gay foi contratada como roteirista para um spin-off da Marvel Comics

Em julho de 2016, Gay e a poetisa Yona Harvey foram anunciadas como roteiristas da Marvel Comics, World of Wakanda, um spin-off do título Pantera Negra da empresa, tornando-as as primeiras mulheres negras a serem roteiristas principais da Marvel. Seis edições da história em quadrinhos foram publicadas.
Black Panther: World of Wakanda foi aclamado por sua representação proeminente de personagens LGBTQ. A história em quadrinhos acompanhou a jornada de duas amantes Aneka e Ayo, que são ex-integrantes da Dora Milaje, a força de segurança feminina do Pantera Negra. A série segue a dupla através de vários eventos, incluindo o cerco de sua cidade por Thanos e a inundação de Wakanda por Namor.
O cancelamento da série foi confirmado em junho de 2017 pela Gay, apenas dois dias após a estreia do trailer do filme Pantera Negra. A última edição foi lançada em março de 2017. A Marvel não declarou nenhum motivo oficial para o cancelamento; no entanto, o site de tecnologia feminista The Mary Sue apontou para uma conexão com a crítica da Marvel contra "títulos de diversidade" e a declaração do vice-presidente da Marvel, David Gabriel, de que "as pessoas não queriam mais diversidade. Eles não queriam personagens femininas por aí. Isso é o que ouvimos, quer acreditemos nisso ou não. Não sei se isso é verdade, mas foi o que vimos nas vendas."

### Difficult Women
Em 2017, Gay publicou Difficult Women, uma coleção de contos que destacam mulheres que têm vidas que diferem do espectro da sociedade de uma vida normal. Cada história segue um personagem diferente e sua jornada por uma experiência traumática ou o que a torna diferente das normas sociais. As histórias exploram temas difíceis e complexos, como a relação entrelaçada de sexo e violência.

### Hunger
Hunger: A Memoir of (My) Body foi lançado em junho de 2017. Ao longo, Gay discute sua experiência com peso, imagem corporal e construção de um relacionamento positivo com a comida, principalmente após sua experiência como vítima de violência sexual na infância. Na verdade, o romance é dividido em duas seções, "O Antes" e "O Depois", sendo o dia do estupro o evento divisor. Aos doze anos de idade, Gay foi atraída para uma cabana por seu então namorado e estuprada por ele e seus amigos. Ela descreve o evento como o catalisador para seu rápido ganho de peso e problemas ao longo da vida com seu corpo e sexualidade. Gay descreveu o livro como um testemunho de "como é viver em um mundo que tentou disciplinar corpos indisciplinados". O livro de memórias recebeu grande aclamação, elogiado pelos críticos como "notável (...) ferozmente honesto", "cativante e sincero" e "íntimo e vulnerável".
Após a turnê nacional do livro em apoio a Hunger, Gay disse que achou a imprensa em torno do livro "muito desafiadora, porque as pessoas simplesmente não sabem como falar sobre gordura". Em junho de 2017, o site australiano Mamamia publicou uma entrevista com Gay, revelando vários detalhes sobre como eles se prepararam para sua visita, que descreveram como um "pesadelo logístico" devido às aparentes consequências de seu peso. No Twitter, Gay posteriormente descreveu esses preparativos, incluindo perguntas como "Ela vai caber no elevador do escritório?" como "cruel e humilhante". Em entrevista ao The New York Times, Gay afirmou que o polêmico evento foi "útil, pois acho que as pessoas conseguem ver, em tempo real, como é a gordofobia e como as pessoas podem ser descuidadas ao considerar que as pessoas gordas merecem dignidade. Portanto, suponho que seja um exemplo útil do motivo pelo qual escrevi o livro."
Em um evento de palestras em fevereiro de 2019 na USC, nas perguntas e respostas, os apoiadores do Partido Comunista Revolucionário criticaram o trabalho da co-oradora Amanda Nguyen no governo dos Estados Unidos durante a Guerra ao Terror; em resposta, Gay defendeu Nguyen no Twitter.

### Not That Bad
Gay foi revisora da antologia intitulada Not That Bad: Dispatches from Rape Culture. A coleção, publicada em 2018 pela editora HarperCollins, apresenta ensaios de Gay e 29 outros autores, incluindo Stacey May Fowles, Lyz Lenz, Samhita Mukhopadhyay, Ally Sheedy, Brandon Taylor e Gabrielle Union.

### Gay Magazine
O portal Medium abordou Gay em 2017 sobre a possibilidade de iniciar uma revista "pop-up" para a plataforma de publicação online. A revista se especializaria em crítica cultural e forneceria remuneração para escritores, incluindo o trabalho de Gay no gerenciamento editorial. A publicação online semanal foi produzida com a editora adjunta do Medium, Laura June, e a editora-chefe Kaitlyn Adams. A primeira edição, publicada no final de abril de 2019, trazia ensaios de Athena Dixon e Grace Lavery. Em maio de 2019, Gay and Medium lançou formalmente um novo lançamento, Gay Magazine. A revista de curtas páginas também foi referido no Medium como GAY The Magazine - The Best Stories About Culture e Gay Mag. A primeira das edições temáticas trimestrais planejadas apareceu em junho de 2019; submissões públicas foram solicitadas, além dos artigos encomendados. A edição final da Medium's Gay Magazine teve como tema 'Power' e foi publicada em 3 de abril de 2020, durante o isolamento social ocasionado pela pandemia de COVID-19.
Em outubro de 2019, quando questionada sobre Gay Magazine, Gay respondeu: "Estou fazendo o que sempre pretendo fazer como revisora, que é criar um espaço literário para uma variedade de vozes que têm algo inteligente e interessante a dizer —  e mais importante, poder pagá-los bem. Um dos maiores desafios do cenário da mídia digital é que o dinheiro está concentrado no topo e raramente chega aos editores-chefes e redatores, para poder contar com o apoio do Medium para criar uma publicação — por quanto tempo ela durar —  onde podemos pagar as pessoas de forma igualitária e justa é uma coisa realmente ótima. Há tanta escrita boa acontecendo por aí, e eu adoro poder ter uma pequena mão para trazer isso ao mundo."
Após a acusação pública de plágio de Gay e Wendy C. Ortiz contra Kate Elizabeth Russell em 21 de janeiro de 2020, em 29 de janeiro, a Gay Magazine publicou um ensaio alegando que o então próximo romance de Russell, My Dark Vanessa, compartilhava "semelhanças de histórias misteriosas " para as memórias de Oritz Excavation, chamando My Dark Vanessa de "ficcionalizada, sensacionalista". A agência de notícias Associated Press relatou que "[r] os revisores que olharam para ambos os livros não viram nenhuma evidência de plágio", e a New York Magazine descobriu o mesmo. Em resposta a essas alegações, Oprah Winfrey retirou My Dark Vanessa de seu influente clube do livro. Russell negou as acusações.

### Unruly Bodies
Em abril de 2018, Gay fez parceria com a plataforma de publicação online Medium para criar uma revista pop-up, por um mês, intitulada Unruly Bodies. A revista explorou a relação que as pessoas compartilham com seus corpos, por meio de uma antologia de ensaios de 25 escritores (incluindo a própria Gay). Gay perguntou aos 24 escritores: "O que significa viver em um corpo indisciplinado?"; seu livro que lida com essas questões, Hunger: A Memoir of (My) Body, foi lançado em 2017. Em uma entrevista de 2018, Gay disse: "Fiquei surpresa porque esperava receber muita repetição, de [assunto], não de estilo, mas as pessoas escreviam sobre todos os tipos de coisas. Eles escreveram sobre gênero, tamanho, violência armada, luta livre, sexo, habilidade. A ampla temática de questões daquele prompt, com a maneira como os escritores responderam, foi maravilhosa e afirmou que fiz escolhas muito boas nos escritores que abordei." Em abril de 2018, mais de um ano antes do lançamento real da revista online, "Gay Magazine" postou 25 artigos em resposta à consulta de Gay sob o título Unruly Bodies ; os escritores foram: Kaveh Akbar, Gabrielle Bellot, S. Bear Bergman, Keah Brown, Meghan Carpentier, Mike Copperman, Jennine Capó Crucet, Kelly Davio, Mensah Demary, Danielle Evans, Roxane Gay, Casey Hannan, Samantha Irby, Randa Jarrar, Kima Jones, Kiese Laymon, Carmen Maria Machado, Terese Mailhot, Mary Anne Mohanraj, Brian Oliu, Tracy Lynne Oliver, Larissa Pham, Matthew Salesses, Chelsea G. Summers e Your Fat Friend.

### The Banks
Em dezembro de 2019, a editora de quadrinhos TKO Studios lançou The Banks by Gay. The Banks é um thriller de assalto sobre os ladrões mais bem-sucedidos de Chicago: as mulheres da família Banks. A TKO Studios anunciou em 2020 uma parceria com a Macro (cujos filmes receberam nove indicações ao Oscar e uma vitória ao Oscar por Viola Davis em Fences) para produzir uma adaptação cinematográfica da história em quadrinhos. O roteiro será escrito por Gay, que também atua como produtor executivo.

### The Audacity
Em janeiro de 2021, Gay estreou seu boletim informativo The Audacity, apresentando ensaios dela mesma e de escritores emergentes quinzenalmente. É também o lar do The Audacious Book Club, que apresenta um livro por mês destacando novas obras de escritores americanos sub-representados. Tudo começou com Black Futures, de Kimberly Drew e Jenna Wortham, seguido pelo romance de estreia de Torrey Peters, Detransition, Baby, em fevereiro. Também apresentados em 2021 estão os livros de Brandon Hobson, Ashley C. Ford e Anthony Veasna So.

### Outros projetos
Gay foi revisora do The Butter, um site de redação feminista online e site irmão do The Toast, de novembro de 2014 a agosto de 2015. The Butter escreveu sobre assuntos como deficiência, literatura, família e música. The Butter parou de ser produzida em agosto de 2015, com Gay afirmando que ela estava "simplesmente esticada demais".
Gay foi colunista do U.S. Guardian entre 2015 a 2018.
Gay foi jurada e revisora convidada da antologia anual de ficção The Masters Review em 2017.
Gay foi destaque em um segmento de cinco minutos de This American Life em 17 de junho de 2016, falando sobre seu corpo e como ela é vista como uma pessoa gorda.
Gay anunciou em janeiro de 2017 que estava retirando seu livro How to Be Heard, originalmente previsto para ser publicado em 2018 pela TED Books, uma marca da Simon & Schuster, devido a suas objeções ao jornalista de direita alternativa, Milo Yiannopoulos, receber um contrato de livro de outra marca da Simon & Schuster.
Ela também gerenciou o livro Girl Crush: Women's Erotic Fantasies. Além de suas contribuições regulares para Salon e o agora extinto HTMLGiant, sua escrita apareceu em Best American Mystery Stories 2014, Best American Short Stories 2012, Best Sex Writing 2012, A Public Space, McSweeney's, Tin House, Oxford American, American Short Fiction, West Branch, Virginia Quarterly Review, NOON, Bookforum, Time, The Los Angeles Times, The Nation e The New York Times Book Review. Ela é colaboradora da antologia Daughters of Africa de 2019, revisada por Margaret Busby.
Gay foi destaque no livro de 2016, cuja nomenclatura In the Company of Women: Inspiration and Advice from over 100 Makers, Artists, and Entrepreneurs.
Em julho de 2019, Gay lançou uma oferta do livro Vice News Tonight do canal de televisão HBO.
Em 2019, Gay fez parceria com Tressie McMillan Cottom para criar um podcast feminista negro intitulado Hear To Slay, que deveria apresentar mulheres negras influentes como convidadas, entre elas Stacey Abrams, Gabrielle Union e Ava DuVernay.

## Prêmios e honrarias
Em 2020, em homenagem ao 50.º aniversário da primeira parada LGBTQ, Queerty nomeou Gay entre os cinquenta heróis "liderando a nação rumo à igualdade, aceitação e dignidade para todas as pessoas". Ela também foi incluída na lista Fast Company Queer 50 em 2022.
| Ano  | Título           | Prêmio/Honraria                                                       | Resultado | Ref.   |
| ---- | ---------------- | --------------------------------------------------------------------- | --------- | ------ |
| 2015 |                  | Prêmio Liberdade para Escrever: PEN Center USA                        | Ganhadora | [ 90 ] |
| 2017 | Hunger           | Prêmio National Book Critics Circle de Memórias                       | Finalista | [ 91 ] |
| 2018 |                  | Bolsa Guggenheim para Artes Criativas em Não Ficção Geral             | Escolhida | [ 92 ] |
| 2018 | World of Wakanda | Prêmio Eisner de Melhor Série Limitada                                | Ganhadora | [ 93 ] |
| 2018 |                  | Lambda Literary: Board of Trustees Award por Excelência em Literatura | Ganhadora | [ 94 ] |
| 2018 | Hunger           | Prêmio Literário Lambda de Literatura Bissexual                       | Ganhadora | [ 94 ] |
| 2019 | Hear to Slay     | Apresentadores de podcast do ano                                      | Ganhadora | [ 95 ] |
| 2021 |                  | PEN Oakland Gary Webb Prêmio Anti-Censura                             | Ganhadora | [ 96 ] |

## Temáticas abordadas
Muito do trabalho escrito de Gay lida com a análise e desconstrução de questões feministas e raciais através das lentes de suas experiências pessoais com raça, identidade de gênero e sexualidade.

## Vida pessoal
Gay é bissexual. Em outubro de 2019, ela ficou noiva da artista e escritora Debbie Millman. Em agosto de 2020, Gay revelou que eles haviam fugido.
Em janeiro de 2018, Gay revelou que havia se submetido à gastrectomia vertical, uma cirurgia bariátrica que retira 85% do estômago. ela tem 6 pés 3 inches (1,9 m) alto.

## Obras publicadas

### Ficção
- Gay, Roxane (2011). Ayiti (em inglês). New York/Oregon: Artistically Declined Press. ISBN 978-1-450-77671-4. OCLC 776999100
- Gay, Roxane (2014). An Untamed State (em inglês). New York: Black Cat / Grove Atlantic. ISBN 9780802122513. OCLC 903123484
- Gay, Roxane (2017). Difficult Women (em inglês). New York: Grove Atlantic. ISBN 978-0-802-12539-2. OCLC 957223378
- Roxane, Gax (2019). The Banks (em inglês). [S.l.]: TKO Studios. ISBN 978-1732748583. Cópia arquivada em 17 de novembro de 2020

### Não-ficção
- Gay, Roxane (2014). Bad Feminist (em inglês). New York: Harper Perennial. ISBN 978-0-062-28272-9. OCLC 877890878[37][17][105]
- Gay, Roxane (2017). Hunger: A Memoir of (My) Body (em inglês). New York: Harper. ISBN 9780062362599. OCLC 918590664

### Obra de ficção curta
- Gay, Roxane (6 de julho de 2016). «Group Fitness». Oxford American (em inglês)
- Gay, Roxane (2013). «The Year I Learned Everything». Prairie Schooner (em inglês). 87 (1): 23–41. JSTOR 24640291. doi:10.1353/psg.2013.0032

### Obra em destaque
- Gay, Roxane (2010). Subverting the Subject Position: Toward a New Discourse About Students as Writers and Engineering Students as Technical Communicators (em inglês). Houghton, MI: Michigan Technological University. OCLC 774576963